# NK Draga Mošćenička Draga
NK Draga je nogometni klub iz Mošćeničke Drage. U sezoni 2022./23. se natječe u 4. NL NS Rijeka.

## Povijest
Osnivanje kluba pod imenom Club Sportivo Vis dogodilo se 1924., u vrijeme talijanske vlasti, koja je rad kluba povezivala sa sokolskim organizacijama slavenskoga tipa te je malo nakon osnutka morao biti ugašen, a ponovno je oživljen 1927. pod imenom AC Gloria di Val Santamarina. U poslijeratnom razdoblju, sve do 1952. godine, sportska aktivnost odnosno igranje nogometa, nastavlja se po livadama i privatnim poljanama, pod vrlo teškim okolnostima jer nije postojala određena lokacija terena na kojoj bi se moglo organiziranije djelovati na sportskom planu. Međutim, 1952. godine, Ivan Jovanović, tadašnji komandir stanice milicije i Josip Grabrovac kao trener, okupili su tadašnju omladinu, a s obzirom na to da je u to vrijeme propala mjesna poljoprivredna zadruga, uspjeli su izboriti da se taj teren dodijeli mjestu za sportske aktivnosti. Nakon toga, s prijateljima nogometa osposobljen je teren i uređen za odigravanje nogometnih utakmica pa je tako ponovno oživio nogomet među mještanima i omladinom.
Ovakvom organizacijom nastao je period igranja prijateljskih utakmica širom Istre i Hrvatskog primorja gdje je nogometni klub Mošćeničke Drage Poslije uvijek rado priman i gdje je zbog visoke sportske svijesti i skromnosti sticao sve više sportskih prijatelja. Konačno 1963. godine je službeno registrirano Sportsko Društvo Draga unutar kojeg djeluje i nogometni klub, postavši član nogometnog podsaveza Rijeke. Te je godine uključen u službena natjecanja tadašnje riječko-kotarske lige.

## Najveći uspjesi
- 3. HNL – Zapad
  - prvak: 2003./04.

- 1. ŽNL Primorsko-goranska
  - prvak:  2021./22.[5], 2024./25.

- 2. ŽNL Primorsko-goranska
  - prvak: 2008./09.